# Viktor Weber von Webenau
Viktor Weber von Webenau (německy Viktor Wilibald Maria Edler Weber von Webenau) (13. listopadu 1861, Neuhaus – 6. května 1932, Innsbruck) byl rakousko-uherský generál. V c. k. armádě sloužil od roku 1878 a vystřídal různé posádky v celé monarchii, byl také štábním důstojníkem ve Vídni. Za první světové války velel na Balkáně a v letech 1916–1917 byl generálním guvernérem v okupované Černé Hoře. V roce 1917 dosáhl hodnosti generála pěchoty a byl převelen na východní frontu. V roce 1918 vedl rakousko-uherskou delegaci při vyjednávání příměří s Itálií. Po jednáních bylo ve Villa Gusti nedaleko Padovy 3. listopadu uzavřeno příměří oficiálně ukončující působení rozpadajícího se Rakousko-Uherska v první světové válce.

## Životopis

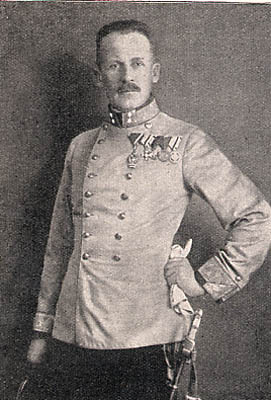
Viktor Weber von Webenau jako podplukovník

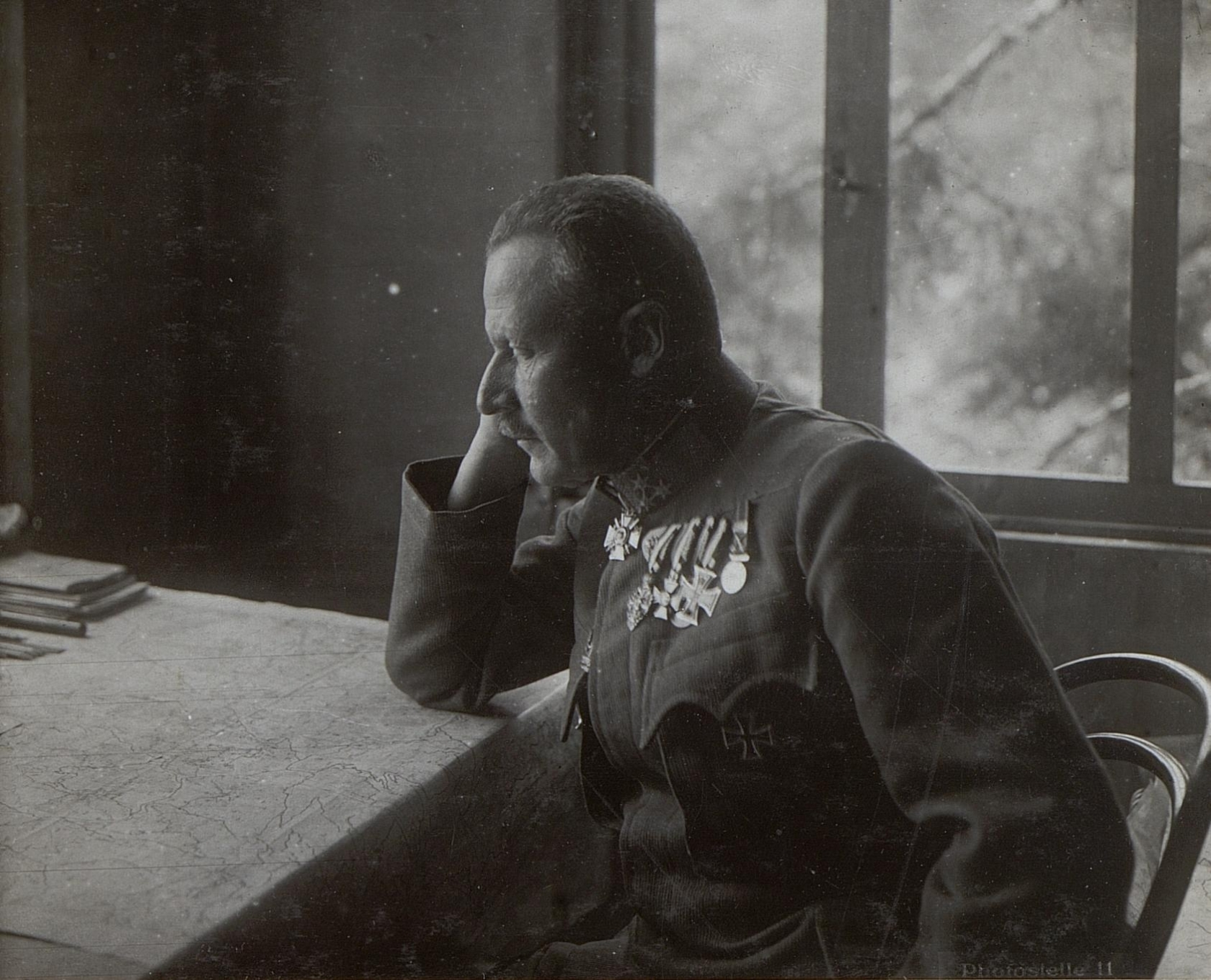
Generál pěchoty Viktor Weber von Webenau v pracovně (1918)

Pocházel z úřednické rodiny povýšené v roce 1818 do šlechtického stavu, narodil se v Korutansku na zámku Neuhaus, který byl majetkem Weberů v letech 1821–1863. Vojenské vzdělání absolvoval na pěchotní kadetní škole ve Štýrském Hradci a v roce 1878 nastoupil jako poručík k polním myslivcům. Sloužil u různých jednotek v Tyrolsku, v roce 1898 byl zařazen do důstojnického sboru generálního štábu a v hodnosti majora se stal šéfem štábu 27. pěší divize v Košicích. V roce 1901 byl přeložen do Vídně a dále postupoval v hodnostech (podplukovník 1902, plukovník 1905), sloužil mimo jiné v Sarajevu a od roku 1907 byl velitelem 69. pěšího pluku v Pécsi. V roce 1911 byl povýšen na generálmajora stal se velitelem brigády v Dubrovníku.
Na jaře 1914 se stal členem Nejvyššího vojenského soudu ve Vídni a v červnu 1914 byl jmenován jeho viceprezidentem. Po vypuknutí války získal hodnost polního podmaršála (1914) a jako velitel divize byl pověřen obranou Kotoru. V roce 1916 byl jedním z velitelů úspěšného tažení proti Černé Hoře a po podepsaném příměří byl od února 1916 generálním guvernérem v okupované Černé Hoře. V roce 1916 získal také titul c. k. tajného rady s nárokem na oslovení Excelence. Černohorským guvernérem zůstal do 16. července 1917, kdy jej nahradil odvolaný rakouský předseda vlády hrabě Heinrich Clam-Martinic.
V listopadu 1917 byl jmenován generálem pěchoty a převelen na východní frontu, kde byl po reorganizaci vojsk postupně velitelem 10., 6. a 18. armádního sboru. Jménem již neexistující monarchie podepsal 3. listopadu 1918 příměří ve Villa Giusti poblíž Padovy. K datu 1. ledna 1919 byl v armádě penzionován a od té doby žil v soukromí, pobýval například v Meranu nebo ve Švýcarsku, zemřel v Innsbrucku 6. května 1931 ve věku sedmdesáti let.
Během vojenské služby získal řadu ocenění, ještě před válkou obdržel Řád Františka Josefa a Řád železné koruny II. třídy, dále byl nositelem Vojenského záslužného kříže a Vojenské záslužné medaile. Za první světové získal od spojeneckého Německa Železný kříž ve dvou stupních a v roce 1917 obdržel velkokříž Řádu Františka Josefa. Až několik let po válce byl dekorován rytířským křížem Řádu Marie Terezie zpětné za své aktivity v roce 1916 v Černé Hoře.
Byl dvakrát ženatý, z prvního manželství s Theresou, rozenou Baumgartnerovou, měl dva syny. Starší Norbert (1886–1914) padl jako nadporučík hned na začátku první světové války v Halič. Mladší Guido (* 1887) sloužil také v armádě a po první světové válce byl lékárníkem v Innsbrucku.